# Loi de finances
La loi de finances est l'acte législatif par lequel le Parlement vote le budget de l'État. Elle autorise le pouvoir exécutif à percevoir l'impôt et à engager des dépenses publiques pendant une période déterminée, et peut contenir d'autres dispositions relatives aux finances publiques. Elle est la principale expression du consentement à l'impôt.